# Doja Debreceni
Doja Debreceni (în maghiară Debreceni Dózsa), (n. secolul al XIII-lea – d. anii 1320) a fost voievod al Transilvaniei între anii 1318-1321.